# Niels Versteijnen
Niels Gerardus Versteijnen (Groninga, 3 de febrero del 2000) es un jugador de balonmano neerlandés que juega de lateral derecho en el TBV Lemgo. Es internacional con la selección de balonmano de los Países Bajos.
Su primer gran campeonato con la selección fue el Campeonato Europeo de Balonmano Masculino de 2020.

## Clubes
| Club                          | País     | Año       |
| ----------------------------- | -------- | --------- |
| SG Flensburg-Handewitt        | Alemania | 2019-2022 |
| VfL Lübeck-Schwartau (cedido) | Alemania | 2020-2022 |
| TBV Lemgo                     | Alemania | 2022-Act. |